# Adriano Correia
Adriano Correia Claro (* 26. října 1984 Curitiba) je brazilský profeisonální fotbalista, který je od července 2021 bez angažmá. Mezi lety 2003 a 2013 odehrál 17 zápasů v dresu brazilské reprezentace.
Je jeden z mála profesionálních fotbalistů, kteří jsou opravdu všestranní, je schopný hrát jako obránce či záložník a to na obou stranách hřiště.

## Statistiky
Aktualizováno: 26. května 2012
| Klub             | Sezóna           | Liga   | Liga | Pohár  | Pohár | Evropa | Evropa | Ostatní | Ostatní | Celkem | Celkem |
| Klub             | Sezóna           | Starty | Góly | Starty | Góly  | Starty | Góly   | Starty  | Góly    | Starty | Góly   |
| ---------------- | ---------------- | ------ | ---- | ------ | ----- | ------ | ------ | ------- | ------- | ------ | ------ |
| Sevilla          | 2004–05          | 16     | 2    | -      | -     | 4      | 1      | -       | -       | 20     | 3      |
| Sevilla          | 2005–06          | 32     | 3    | 0      | 0     | 13     | 3      | -       | -       | 45     | 6      |
| Sevilla          | 2006–07          | 26     | 2    | 3      | 0     | 11     | 1      | 1       | 0       | 41     | 3      |
| Sevilla          | 2007–08          | 27     | 1    | -      | -     | 6      | 0      | -       | -       | 33     | 1      |
| Sevilla          | 2008–09          | 29     | 3    | 6      | 1     | 5      | 1      | -       | -       | 40     | 5      |
| Sevilla          | 2009–10          | 27     | 0    | 4      | 0     | 4      | 1      | -       | -       | 35     | 1      |
| Sevilla          | Celkem           | 157    | 11   | 13     | 1     | 43     | 7      | 1       | 0       | 214    | 19     |
| Barcelona        | 2010–11          | 15     | 0    | 8      | 1     | 6      | 0      | 2       | 0       | 31     | 1      |
| Barcelona        | 2011–12          | 26     | 1    | 3      | 0     | 7      | 0      | 4       | 2       | 40     | 3      |
| Barcelona        | Celkem           | 41     | 1    | 11     | 1     | 13     | 0      | 6       | 2       | 71     | 4      |
| Celkem v kariéře | Celkem v kariéře | 198    | 12   | 24     | 2     | 56     | 7      | 7       | 2       | 285    | 23     |

## Úspěchy

### Klubové
Coritiba
- 1× vítěz Campeonato Paranaense: 2003, 2004

FC Sevilla
- 2× vítěz Copa del Rey: 2006/07, 2009/10
- 1× vítěz španělského Superpoháru: 2007
- 2× vítěz Evropské ligy UEFA: 2005/06, 2006/07
- 1× vítěz Supepoháru UEFA: 2006

FC Barcelona
- 2× vítěz Primera División: 2010/11, 2012/13[3]
- 1× vítěz Copa del Rey: 2011/12
- 2× vítěz španělského Superpoháru: 2010, 2011
- 1× vítěz Ligy mistrů UEFA: 2010/11
- 1× vítěz Superpoháru UEFA: 2011
- 1× vítěz MS klubů: 2011

### Reprezentační
- 1× vítěz Mistrovství světa U20: 2003
- 1× vítěz Copa América: 2004